# Poliez-Pittet

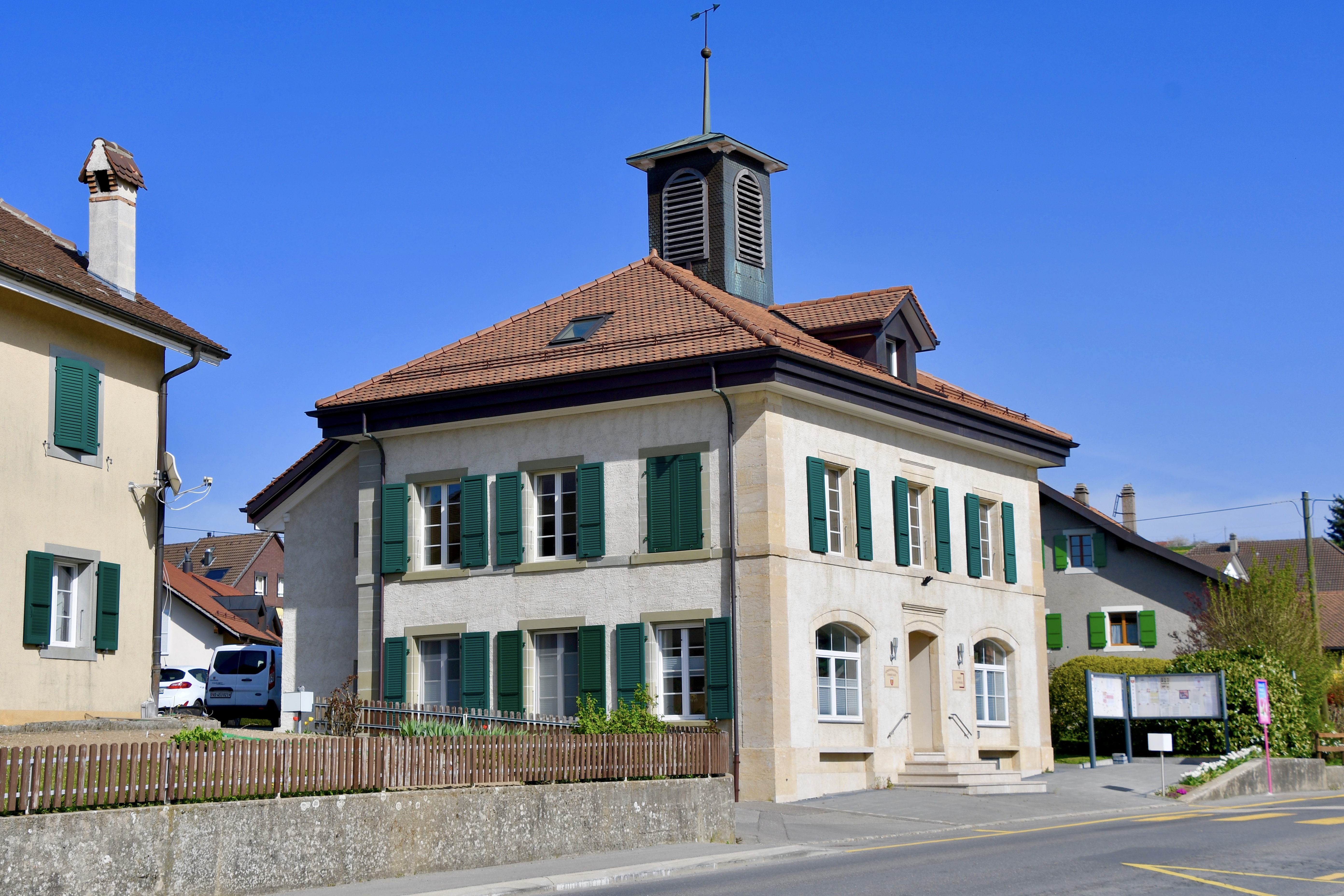
Kommunhuset i Poliez-Pittet.

Poliez-Pittet är en ort och kommun i distriktet Gros-de-Vaud i kantonen Vaud, Schweiz. Kommunen har 875 invånare (2023).